# Saunders County
Saunders County is een county in de Amerikaanse staat Nebraska.
De county heeft een landoppervlakte van 1.953 km² en telt 19.830 inwoners (volkstelling 2000). De hoofdplaats is Wahoo.

## Bevolkingsontwikkeling

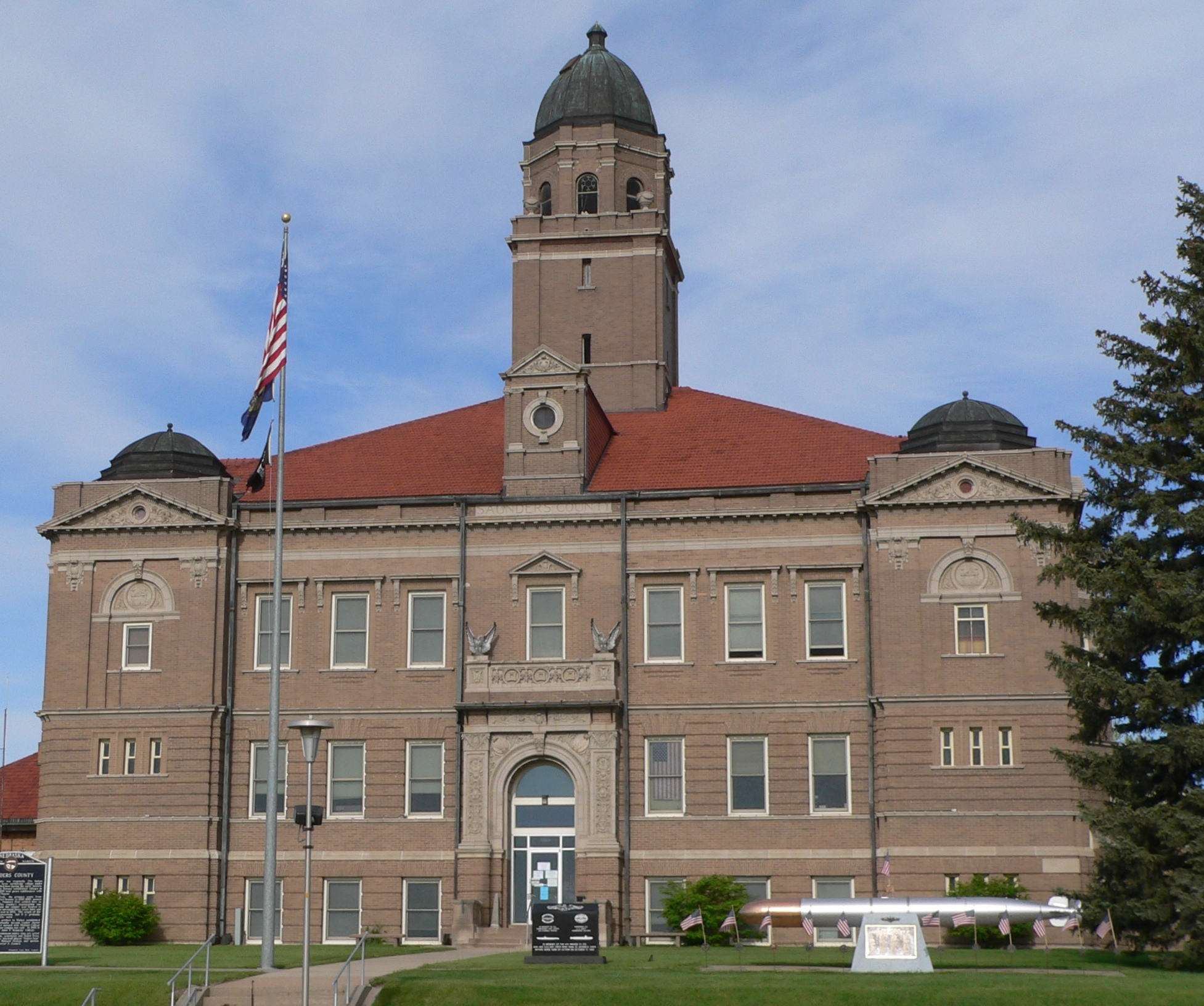
Saunders County Courthouse